# كيفن فوستر (لاعب كرة قاعدة)
كيفن فوستر (بالإنجليزية: Kevin Foster)‏ هو لاعب كرة قاعدة أمريكي، ولد في 13 يناير 1969 في إيفانستون في الولايات المتحدة، وتوفي في 11 أكتوبر 2008 في أوكلاهوما سيتي في الولايات المتحدة بسبب سرطان الكلية.

## وصلات خارجية
- كيفن فوستر على موقع دوري كرة القاعدة الرئيسي (الإنجليزية)
- كيفن فوستر على موقعبيزبول رفرنس.كوم (الدوري الرئيسي) (الإنجليزية)
- كيفن فوستر على موقعبيزبول رفرنس.كوم (الدوري الثانوي) (الإنجليزية)
- كيفن فوستر على موقع إي إس بي إن.كوم (أم.أل.بي) (الإنجليزية)
- كيفن فوستر على موقع مشجعي الرسوم البيانية (الإنجليزية)